# Jean-Baptiste Labat (musicòleg)
Jean-Baptiste Labat (Verdun, 14 de juny de 1802 - Lagarosse, 6 de gener de 1875) fou un musicòleg, organista, mestre de capella i compositor francès del Romanticisme. Estudià en la seva ciutat natal, i a Tolosa i a París, i el 1828 fou nomenat mestre de capella i organista de la catedral de Montalban. Va compondre tres misses, un magnificat, un oratori, motets, antífones, cantates i molts fragments per a piano. A més escrigué Etudes philosophiques et morales sur l'histoire de la musique (París, 1852) i nombrosos treballs de crítica i d'història de la música.